# Al-Harith ibn Kalada
al-Harith ibn Kalada ath-Thaqafi (arabisch الحارث بن كلدة الثقفي, DMG al-Ḥariṯ b. Kalada aṯ-Ṯaqafī; † 634-35 / 13 AH) war nach überlieferten Angaben einer der frühesten bekannten arabischen Ärzte und ein Bekannter und Zeitgenosse des islamischen Propheten Mohammed.
Er soll Mohammed bei seinen Aussagen, die dann in der Sammlung prophetischer Medizin mündete, beeinflusst haben.
Er soll vor dem Entstehen des Islam mit der persischen Akademie von Gundischapur in Verbindung gestanden, vielleicht sogar dort studiert haben. Die Quellen dokumentieren ein Gespräch über medizinische Dinge mit Chosrau I. Anuschirwan.